# Estação Ferroviária de Arcade
A Estação Ferroviária de Arcade é uma interface ferroviária da Linha Redondela-Santiago de Compostela e do Eixo Atlântico de Alta Velocidade, que serve a localidade de Arcade, no concelho de Soutomaior, na Galiza.